# Рик Декард
Рик Декард (англ. Rick Deckard) — главный герой романа Филиппа К. Дика «Мечтают ли андроиды об электроовцах?» (1968), ставший позже персонажем ряда произведений большой медиафраншизы. Он действует в фильмах «Бегущий по лезвию» (1982) и «Бегущий по лезвию 2049» (2017), где его сыграл Харрисон Форд. Джеймс Пьюрфой озвучил этого персонажа в радио-сериале 2014 года.

## В романе
Рик Декард впервые появляется в романе Филиппа К. Дика «Мечтают ли андроиды об электроовцах?», написанном в 1968 году. Действие книги происходит в 1992 году (в поздних редакциях в 2021), после мировой войны, когда большинство населения переселилось с Земли на Марс. Рик — охотник за головами, задача которого — убивать беглецов-андроидов (анди). Он состоит в проблемном браке с Айрен и мечтает о том, чтобы заменить свою электроовцу, пасущуюся на крыше многоэтажки, настоящим животным. Декарду поручают найти и усыпить шесть андроидов новейшей модели Nexus 6. Он выполняет задание, но по ходу дела начинает сомневаться в том, что роботы принципиально отличаются от людей, и проникается к ним сочувствием.

## В «Бегущем по лезвию»
В фильме «Бегущий по лезвию», первой экранизации романа, Декарда могли сыграть Роберт Митчем, Джек Николсон, Дастин Хоффман. С последним была достигнута договорённость, но позже его взгляды на то, каким должен быть персонаж, коренным образом разошлись со взглядами создателей картины, так что Хоффман покинул проект. Роль получил Харрисон Форд.
Образ главного героя в фильме заметно изменился по сравнению с романом Дика. Прошлое Декарда совсем не показано, у Рика нет ни жены, ни тяги к домашним животным. Это человек одинокий, неуживчивый, с явной тягой к алкоголю. Ключевой деталью становится сомнение Рика в том, является ли он на самом деле человеком. Режиссёр фильма Ридли Скотт хотел показать зрителям, что Декард — репликант, а Форд был категорически против, считая, что это обессмыслит весь сюжет. В итоге проблема осталась нерешённой.
Как и в книге, в фильме Рику поручают нейтрализовать группу андроидов новейшей модели. Он выполняет эту задачу, а в финале сталкивается с репликантом (так в фильме называют роботов) Роем Батти. В последнем критики видят ницшеанского «сверхчеловека», тогда как фамилия Рика может трактоваться как отсылка к Рене Декарту, родоначальнику рационализма. Батти спокойно встречает свою смерть. Декард уезжает, взяв с собой возлюбленную — андроида Рейчел; в одной из версий картины та вскоре погибает.

## В «Бегущем по лезвию 2049»
В фильме «Бегущий по лезвию 2049», снятом Дени Вильнёвом в 2017 году, Декарда снова сыграл Харрисон Форд. Между событиями, показанными в двух картинах, прошло 30 лет, за которые Рейчел родила от Рика ребёнка и умерла. Андроиду Кею поручают найти ребёнка. В какой-то момент Кей решает, что он и есть сын Рика; он находит предполагаемого отца, давно живущего в небоскрёбе в Лас-Вегасе, но позже узнаёт, что Рейчел родила девочку. В финале фильма Рик отправляется к своей предполагаемой дочери — творцу воспоминаний Ане Стеллин.
Критики отмечают: судя по игре Харрисона Форда, он по-прежнему уверен, что его герой — человек, а не андроид. По словам Дени Вильнёва, Форд и Скотт до сих пор спорят о том, кто Декард на самом деле.